# 圣马丹德蒙
圣马丹德蒙（法語：Saint-Martin-des-Monts，法語發音：[sɛ̃ maʁtɛ̃ de mɔ̃]）是法国萨尔特省的一个市镇，属于马梅尔斯区。

## 地名
法语人名在日常人名译名以及《世界人名翻譯大辭典》、《法语姓名译名手册》等主流人名译名类书籍资料中多译作“马丁”，不过在《世界地名翻译大辞典》、《世界地名译名词典》和《法国地图册》等主流地名译名类书籍资料中多译作“马丹”。此外，该地名中缩合冠词“des”的译法在中文维基社群内尚存争议。

## 地理
圣马丹德蒙（48°8'57"N, 0°35'46"E）面积5.72 平方千米，位于法国卢瓦尔河地区大区萨尔特省，该省份为法国西北部内陆省份，北起顺时针与奥恩省、厄尔-卢瓦省、卢瓦-谢尔省、安德尔-卢瓦尔省、曼恩-卢瓦尔省和马耶讷省接壤，是法国大西部的入口，连接卢瓦尔河谷、布列塔尼和巴黎盆地。
与圣马丹德蒙接壤的市镇（或旧市镇、城区）包括：圣欧班德库德赖、貝爾納堡、维莱讷拉戈奈、拉博斯、谢雷欧。
圣马丹德蒙的时区为UTC+01:00、UTC+02:00（夏令时）。

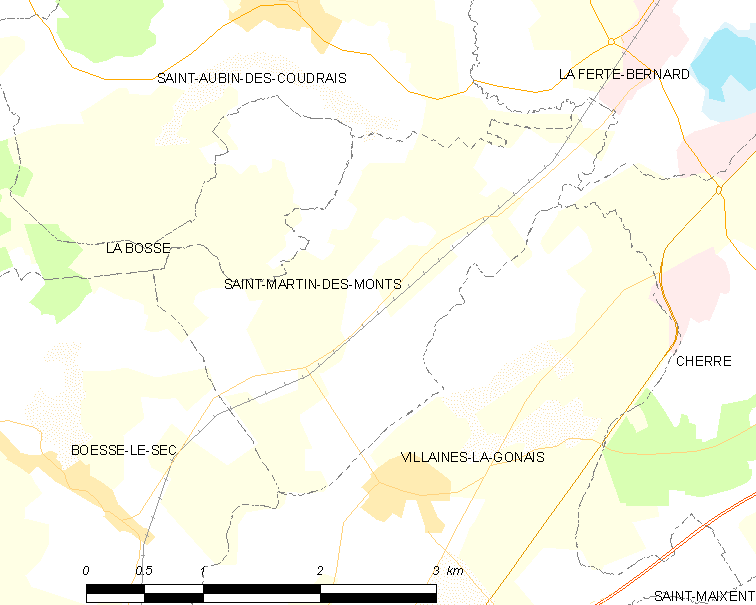
圣马丹德蒙的OSM定位图

## 行政
圣马丹德蒙的邮政编码为72400，INSEE市镇编码为72302。

## 政治
圣马丹德蒙所属的省级选区为贝尔纳堡县。

## 人口

1962-2008年间圣马丹德蒙人口变化图示

圣马丹德蒙于2022年1月1日时的人口数量为172人。